# Teorema de Herbrand-Ribet
Em matemática, o teorema de Herbrand–Ribet é um resultado sobre o grupo de classes de certos corpos numéricos. Trata-se de um fortalecimento do teorema de Ernst Kummer, que afirma que o primo p divide o número de classes do corpo ciclotômico das p-ésimas raízes da unidade se, e somente se, p divide o numerador do n-ésimo número de Bernoulli Bn para algum n, 0 < n < p − 1. O teorema de Herbrand–Ribet especifica o que significa, em particular, quando p divide tal Bn.

## Enunciado
O grupo de Galois Δ do corpo ciclotômico das p-ésimas raízes da unidade para um primo ímpar p, Q(ζ) com ζp = 1, consiste nos p − 1 elementos do grupo σa, onde {\displaystyle \sigma _{a}(\zeta )=\zeta ^{a}}. Como consequência do pequeno teorema de Fermat, no anel dos inteiros p-ádicos {\displaystyle \mathbb {Z} _{p}}, temos p − 1 raízes da unidade, cada uma das quais é congruente módulo p a algum número no intervalo de 1 a p − 1; portanto, podemos definir um caractere de Dirichlet ω (o caractere de Teichmüller) com valores em {\displaystyle \mathbb {Z} _{p}}, exigindo que, para n relativamente primo a p, ω(n) seja congruente a n módulo p. A parte p do grupo de classes é um módulo sobre {\displaystyle \mathbb {Z} _{p}} (uma vez que é p-primário), portanto, um módulo sobre o anel de grupo {\displaystyle \mathbb {Z} _{p}[\Delta ]}. Agora, definimos os elementos idempotentes do anel de grupo para cada n de 1 a p − 1, como
{\displaystyle \epsilon _{n}={\frac {1}{p-1}}\sum _{a=1}^{p-1}\omega (a)^{n}\sigma _{a}^{-1}.}
É fácil ver que {\displaystyle \sum \epsilon _{n}=1} e {\displaystyle \epsilon _{i}\epsilon _{j}=\delta _{ij}\epsilon _{i}}, onde {\displaystyle \delta _{ij}} é o delta de Kronecker. Isso nos permite decompor a parte p do grupo de classes ideais G de Q(ζ) por meio dos idempotentes; se G é a parte p-primária do grupo de classes ideais, então, definindo Gn = εn(G), temos {\displaystyle G=\oplus G_{n}}.
O teorema de Herbrand–Ribet afirma que, para n ímpar, Gn é não trivial se, e somente se, p divide o número de Bernoulli Bp−n.
O teorema não faz nenhuma afirmação sobre os valores pares de n, mas não se conhece nenhum p para o qual Gn seja não trivial para qualquer n par: a trivialidade para todos os p seria uma consequência da conjectura de Vandiver.

## Demonstrações
A parte que afirma que p divide Bp−n se Gn não é trivial é devida a Jacques Herbrand. A recíproca, que afirma que, se p divide Bp−n, então Gn não é trivial, é devida a Kenneth Ribet e é consideravelmente mais difícil. Pela teoria dos corpos de classes, isso só pode ser verdade se houver uma extensão não ramificada do corpo das p-ésimas raízes da unidade por uma extensão cíclica de grau p que se comporte da maneira especificada sob a ação de Σ; Ribet prova isso construindo tal extensão usando métodos da teoria das formas modulares.
Uma demonstração mais elementar da recíproca de Ribet para o teorema de Herbrand, consequência da teoria dos sistemas de Euler, pode ser encontrada no livro de Washington.

## Generalizações
Os métodos de Ribet foram desenvolvidos ainda mais por Barry Mazur e Andrew Wiles para provar a conjectura principal da teoria de Iwasawa, uma consequência da qual é um fortalecimento do teorema de Herbrand–Ribet: a potência de p que divide Bp−n é exatamente a potência de p que divide a ordem de Gn.